# Gilbert W. Stewart
Gilbert Wright Stewart III (* 1. Oktober 1940 in Washington, D.C.) ist ein US-amerikanischer Mathematiker, der sich mit numerischer linearer Algebra befasst.
Stewart wurde 1968 an der University of Tennessee bei Alston Scott Householder promoviert (Some Topics in Numerical Analysis). Von 1968 bis 1972 war er zunächst Assistant Professor und anschließend Associate Professor an der University of Texas at Austin. Danach war er bis 1974 Associate Professor an der Carnegie Mellon University in Pittsburgh. 1974 wechselte er an die University of Maryland, wo er Professor für Computer Science wurde. Er ist Mitglied der National Academy of Engineering und der Society for Industrial and Applied Mathematics (SIAM).
Er ist einer der Autoren von LINPACK mit Jack Dongarra, Cleve Moler, Jim Bunch.
1998 erhielt er den Friedrich L. Bauer-Preis.

## Schriften
- Selected works with commentaries, Birkhäuser 2010
- Matrix Algorithms, 2 Bände, SIAM 1998, 2001
- Matrix Perturbation Theory, Academic Press 1990
- Introduction to matrix computations, Academic Press 1973